# Seznam slovenskih filologov
Seznam slovenskih filologov.

## A
- Laura Abram(i)
- Kozma Ahačič
- Jakob Aleksič
- Jurij Alič
- Giovanni Andronič
- Luka Arh
- Ivan (Janko) Arnejc
- Bronislava Aubelj
- Lilijana Avčin
- Eva Avguštin

## B
- Matjaž Babič
- Vanda Babič
- Giacomo Babuder
- Božidar Bajuk
- Marko Bajuk
- (Stanko Banič)
- Janko Barle?
- Anton Bartel
- Martin Bedjanič
- Franc Belec
- Martin Benedik
- Zdenka Beran
- Davorin Beranič
- Katarina Berden
- Tina Bernik
- Anton Bezenšek
- France Bezlaj
- Franc Bilc?
- Zvonko Bizjak
- Ferdinand Bonča
- Živa Borak
- Anja Božič
- Blaž Božič (filolog)
- Janez Božič
- Fran Bradač
- Rudolf Bratanič
- Marij Bratina
- Rajko Bratož
- Franc Breckerfeld
- Janez Sigmund Breckerfeld
- Anton Breznik
- Franc Brežnik
- Anton Brodnik
- Anton Burgar

## C
- Oroslav Caf
- Mojca Cajnko
- Andrej Capuder
- France Capuder?
- Sonja Capuder
- Alenka Cedilnik
- Stanko Ceglar
- Fran Celestin
- Jadranka Cergol (Gabrovec)
- Jan Ciglenečki?
- Otokar Cijan
- Ljudevit Cimperman
- Rada Cossutta
- Leander Cunja
- Varja Cvetko Orešnik?

## Č
- Matija Čep
- Anton Čepon
- Robert Čepon
- Ludvik Čepon
- Pavel Češarek
- Josip Čižman
- Bojan Čop
- Breda Čop
- Dušan Čop
- Josip Čop
- Matija Čop
- Gregor Čremošnik
- Irma Čremošnik
- Otmar Črnilogar

## D
- Anton Debeljak
- Matija Debeljak
- Berta Debenjak (r. Jakulin)
- Janez Debevec
- Jože Debevec
- Anton Deklenčič (1745-1815)
- Gorazd Dekleva?
- Fran Detela
- Monika Deželak Trojar
- Martin Dimnik?
- Tamara Ditrich
- Alenka Divjak
- Anton Dokler
- Marijan Dokler?
- Anton Dolar
- Ivan Dolenec
- Darko Dolinar?
- France Martin Dolinar?
- Ivan Dornik
- Boštjan Dvořák

## E
- Janez Erat?

## F
- Dragica Fabjan Andritsakos
- Diomira Fabjan Bajc?
- Janez Fašalek
- Ivan Favai (1886–1958)
- Ambrož Febej (Febeo) (~1480-1556)
- Franc Ferk
- Fedora Ferluga Petronio
- Breda Filo
- Franc Firbas
- Ivan Fon
- Enij Fonda
- Franc Fric
- Ignacija Fridl Jarc
- (Metka Furlan)

## G
- Mateja Gaber
- Stane Gabrovec?
- Kajetan Gantar
- Marija Gardina
- Jošt Yoshinaka Gerl
- Karel Glaser (1845–1913)
- Mihael Glavan?
- Martin Globočnik?
- Joža Glonar
- Franc Gnjezda
- Jožef Gole
- Danilo Golob
- Anton Grad
- Ivan Grafenauer
- Janko Grampovčan?
- Igor Grdina
- Franc Grivec
- Milan Grošelj
- Nada Grošelj
- Andreja Grošelj Kiauta
- Janez Grum (1912-2014)
- Ožbalt Gutsman

## H
- Stanislav Hafner
- Hipolit Novomeški
- Pavel Holeček
- Davorin (Martin Matvejevič) Hostnik (1853–1929)
- Marija Hrastnik
- Ivan Hribovšek
- Matej Hriberšek
- Jasna Hrovat
- Ladislav Hrovat
- Renata Hrovatič

## I
- Jože (Josip) Ilc
- Domen Ilijaš?
- Andreja Inkret
- Aleksander Isačenko?
- Jelena Isak Kres
- Josip (Jožef) Ivančič
- Martin Ivanetič?

## J
- Anton Janežič
- Anton Janko
- Evgen Jarc
- Placid Javornik?
- Erika Jazbar
- Anton Jehart
- Alenka Jelovšek?
- Josip Jenko
- Frančišek Jere
- Anton Jeršinovič
- Marko Jesenšek
- Jožica Jožef Beg?
- Janko Jurančič?
- Friderik Juvančič
- Rudolf Južnič

## K
- Marija Kacin
- Valentin Kalan
- Davorin Karlin
- Jože Kastelic
- Mateja Kavaš (r. Urbanija)
- Jerneja Kavčič
- Jakob Kelemina
- Valentin Kermauner
- Klara Marija Keršič
- Marija (Marta) Kiauta
- France Kidrič
- Anton Klasinc
- Anton Klodič-Sabladoski
- Rudolf Friderik Knapič
- Fran Kobal
- Štefan Kociančič
- Gorazd Kocijančič
- Jernej Kopitar
- Silvester (Silvo) Kopriva
- Leopold (Lavoslav) Koprivšek
- Francè Korbar
- Martin Korenjak (Avstrija)
- Anton Koritnik
- Franc Kornik/g
- Viktor Korošec (1899-1985)
- Valentin Korun
- Ivan Kos (1849-1931)
- Kaja Kos
- Albert Kosmač?
- Iva Kosmos
- Silvin Košak (1942-2022)
- Janko Košan
- Jože Košar (1908–1982)
- Ivan Koštiál
- Janko Kotnik
- Jani Kovačič
- Andrej Kragelj
- (Janez Kranjc)
- Staša (Stanislava) Krapež
- Jože Krašovec
- Gregor Krek
- Matic Kristan
- Sara Križaj
- Mirko Križman
- Jožef Marija Kržišnik
- Števan Kühar (slovstveni folklorist)
- Richard Kukula
- Blaž Kumerdej
- Ivan Kunšič?
- Rok Kuntner
- Gašper Kvartič

## L
- Ivan Lah
- Franc Lastavec
- Lino Legiša
- Fran Levstik
- Tine Logar?
- Janko Lokar?
- Pavel Lokovšek
- Fran Lorger
- Milan Lovenjak?
- Joža Lovrenčič
- Dušan Ludvik
- Franc Ksaver Lukman
- Ivan Lunjak (Jan Luňák)

## M
- Lovre (Lovro) Mahnič (1832-1866)
- Franček Majcen
- Jože (Josip) Malnar
- Valentin Mandelc
- Tomo Maretič
- Marko Marinčič
- Mihael Markič?
- Josip Marn?
- Janez Marolt?
- Luka Martinak
- Ivan Maselj (Janez Maselj)
- Ivan Masten
- Martin (Davorin) Mastnak
- Milko Matičetov
- Aleš Maver
- Ivan Mazovec
- Hieronim Megiser
- Anton Mazek
- Odilon Mekinda
- Josip Mencej
- Ivan Merhar
- Majda Merše?
- Erika Mihevc Gabrovec
- Ciril Miklič
- Franc Miklošič
- Anton Mikuš?
- Josip Milavec
- Jože Mlinarič
- Marijan Mole
- Rudolf Mole
- David Movrin
- Franc Mravljak
- Ivan Mravljak
- Peter Muhič (+1600)
- Oton Muhr
- Matija Murko
- August (Avgust) Musić

## N
- Rajmund Nachtigall/Nahtigal (st.)
- Ivan (Ivo) Naglič
- Martin Naglič
- Rajko Nahtigal
- Andrej Novak (zgodovinar)
- Franc Novak
- Tadeja Novak

## O
- Vatroslav Oblak?
- Anton Ocvirk?
- Josef Ogorek
- Franc Omerza
- Janez Orešnik?
- Martina Orožen?
- Josip Osana
- Ludovik Osterc
- Karel Oštir

## P
- Jan Peternelj
- Franc Pacheiner
- Vlasta Pacheiner Klander
- Janko Pajk
- Avgust Pavel ?
- Katja Pavlič Škerjanc
- Roman Pavlovčič
- Abraham Jakob Penzel
- Rajko Perušek
- Nina Petek?
- Robert Petkovšek
- Matej Petrič
- Peter Petruzzi (it.-nem.-slov.)
- Kristina Pikl
- Nataša Martina Pintarič
- Avgust Pirjevec?
- Dušan Pirjevec?
- Aleksandra Pirkmajer Slokan
- Marjeta Pisk?
- Maks Pleteršnik
- Gregor Pobežin
- Štefan Podboj
- Josip Podgoršek
- Barbara Pogačnik
- Matija Pogorelec
- Avgust Pokorn?
- Maša Poljšak Kus
- Janez Žiga Valentin Popovič (1705–1774)
- Tomaž Potočnik
- Boleslav (S.) Povšič
- Anton Požar (uvajalec glagolice)
- Tomaž Prelokar
- Francka Premk
- Ivan Prijatelj
- Anton Primožič
- Franc Prosenc
- Vida Pust Škrgulja
- Herman Pušnik

## R
- Anja Ragolič
- Jože Rajhman
- Fran Ramovš
- Ana Ratajc
- Alojz Rebula
- Tanja Rebula?
- Milko Rener
- Luka Repanšek
- (Milan Rešetar)
- Zala Rott
- France Rozman?
- Mihael Rožič
- Ivan Rudolf (1913-2006)
- Mirko Rupel?
- Marija Rus (1921-2019)

## S
- Mitja Sadek
- Mitja Saje
- Ivan (Janez) Samsa
- Klaudija Sedar
- Francesco Semi?
- Brane Senegačnik
- Tina Silič
- Primož Simoniti
- Ivan Sivec (1892-1986)
- Samo Skralovnik?
- Svetlana Slapšak
- Matija Slavič
- Anton Slodnjak
- Marijan Smolik ?
- Ciril Soršak ?
- Anton Sovre
- Josip Srebrnič?
- Alenka Stanič
- Janez Stanonik?
- Marija Stanonik
- Justin Stanovnik
- Vojteh Strnad?
- Alojzij Strupi
- Helena Stupan
- Maja Sunčič
- Anton Sušnik
- Franc Sušnik?
- Vaso Suyer?

## Š
- An(ic)a Šašel
- Jaroslav Šašel
- Marjeta Šašel Kos
- Jan Šedivý
- Barbara Šega Čeh
- Vinko Šercl (sansrt...)
- Jasna Šetinc Simoniti
- Amat (Ljubivoj) Škerlj
- Ivan Škerlj
- Stanko Škerlj
- Kajetan Škraban
- Katja Škrubej?
- Matej Šmalc?/Matevž Šmalc?
- Jakob Šolar?
- Janez Šolar?
- Josip Šorn
- Miran Špelič
- Franc Štiftar
- Peter Štoka?
- Karel Štrekelj
- Anton Štritof
- Franc Šturm
- Josip Šuman
- Mateja Švajncer?

## T
- Alojzij Tavčar
- Marijan Tavčar
- Zora Tavčar
- Bine Teran?
- Ivan Tertnik
- Karmen Teržan-Kopecky
- Lucien Tesnière
- Boris Tomažič
- Špela Tomažinčič
- Bojana Tomc
- Kristina Tomc
- Ernest Tomec
- Josip Tominšek
- France Tomšič
- Jakob T(e)ršan
- (Ivan Topolovšek)
- Silvo Torkar?
- (Janez Trdina)
- Karel Tribnik (1884-1959)
- (Rudolf Trofenik)
- Bogomir Trošt
- (Anton Trstenjak)
- Pavel Turner
- Gregor Tušar

## U
- Jože Umek
- Lara Unuk
- Cecilij Urban
- Viljem Urbas
- Mila Uršič (r. Brabec)

## V
- Matija Valjavec
- Peter Valjavec
- Franc Vadnjal
- Peter Valjavec
- Mihael (Mijo) Vamberger
- (József Varga)?
- (Matija Vastl)
- Karel Verstovšek
- Fran Vidic
- Albin Vilhar
- Neža Vilhelm
- Alojz Virbnik
- Julijana Visočnik
- Ines Vodopivec?
- Božo Vodušek?
- Matej Vodušek
- Fran Voglar
- Franc Vračko

## W
- Sonja Weiss (r. Capuder)
- Fran Wiesthaler

## Z
- Blaž Zabel
- Pavle Zablatnik
- Urša Zabukovec
- Neža Zajc
- Josip Završnik
- Karel Zelenik
- Ivan Zika
- Luka Zima
- Barbara Zlobec
- Janez Zor
- (Marina Zorman)
- Vinko Zupan
- Polonca Zupančič

## Ž
- Nikolaj Žagar
- Miroslav Žakelj
- Andrejka Žejn
- Miroslav Žekar
- Milan Žepič?
- Sebastijan Žepič
- (Branimir Žganjer)
- Avgust Žigon
- Janja Žmavc
- Mihael Žolgar
- (Davorin Žunkovič)
- Franc Žužek